# Nicocare
Nicocare, figlio di Filonide (in greco antico: Νικοχάρης?, Nikocháres; Atene, prima del 388 a.C. – 345 a.C. circa), è stato un drammaturgo ateniese, esponente della commedia antica.

## Biografia
Contemporaneo di Aristofane, forse la cosa che colpisce di più sulla sua biografia è il collegamento indiretto con il grande comico ateniese, visto che Suda lo descrive come "il figlio di Filonide, poeta comico" che dovrebbe essere il produttore di alcune commedie aristofanesche. Inoltre, da Stefano di Bisanzio sappiamo che "Nicocare il poeta comico" proveniva da Cidatene, il demo noto per esser stato patria, appunto, di Aristofane.
Con Aristofane, Nicocare gareggiò nel 388 a.C. forse alle Lenee,.); Nicocare viene, inoltre, citato da Aristotele, che nella sua Poetica afferma: 
Da questa citazione aristotelica, sembnra di poter dedurre che Nicocare fosse anche compositore di parodie.

## Commedie
Di Nicocare restano 28 frammenti e titoli di commedie, citati da Sudaː Αμυμωνη (Amimone), Πελοψ (Pelope), Γαλατεια (Galatea), Ηρακληs Γαμων (Le nozze di Eracle), Ηρακληs Χορηγος (Eracle regista), Κρητες (I cretesi), Λακωνες (I laconi), Λημνιαι (Le donne di Lemno), Κενταυροι (I centauri), and Χειρογαστορες (I ventribraccia).